# Hans Helfritz
Hans Helfritz (Chemnitz, 25 luglio 1902 – Duisburg, 21 ottobre 1995) è stato un compositore, musicologo, scrittore e fotografo tedesco.

## Biografia
Dietro le pressioni dei genitori, Hans Helfritz iniziò un apprendistato come bancario che però interruppe poco dopo per studiare musica e musicologia a Berlino e Vienna. Invogliato dal suo insegnante Erich Moritz von Hornbostel viaggiò nel 1930 per Egitto, Palestina, Siria e Iraq per collezionare esempi di musica tradizionale per ricerche di etnomusicologia. Nel 1935 viaggiò anche in India, Sri Lanka, Malaysia, Cina e Singapore.
Inoltre girò dei film sul Messico e Yemen su commissione dell'UFA. Aggirò intenzionalmente la direttiva ordinata da Joseph Goebbels di rappresentare popoli stranieri come culturalmente inferiori.
Nel 1939 fuggì in Brasile e Bolivia prima di stabilirsi in Cile poiché la sua omosessualità e le sue posizioni politiche gli avevano fruttato l'inimicizia degli stati nazionalsocialisti. Partecipò come fotografo alla spedizione antartica cilena. Alla fine degli anni 40 diventò cittadino cileno.
Dopo aver esplorato l'archeologia e l'etnologia dell'America centrale e dell'Africa occidentale cambiò la sua attività in guida turistica in un primo momento, poi in relatore di conferenze. Nel 1959 si stabilì ad Ibiza.

## Opere

### Compositore
Iniziò la carriera da compositore ispirato dall'atonalità di Arnold Schoenberg, dal jazz e dalla lingua di Paul Hindemith, di cui è stato alunno per un breve periodo. Un'ulteriore collaborazione lo unì a Carl Orff negli anni trenta. Si interessò presto alle forme allora innovative di musica radiofonica e cinematografica, i suoi film erano muniti della sua stessa musica.

### Scrittore e fotografo
Come scrittore, Hans Helfritz divenne conosciuto anzitutto attraverso i numerosi resoconti di viaggio. Le sue pubblicazioni spaziano da diari giovanili a descrizioni etnologiche e di storia dell'arte di popoli extraeuropei. La sua eredità fotografica (oltre 80.000 fotografie) si trova nel museo Rautenstrauch-Joest nella città di Colonia.

## Opere (selezione)
- Marokko-Berberburgen und Königsstädte des Islam. DuMont Schauberg, Colonia 1970, ISBN 3-7701-0517-6.
- Entdeckungsreisen in Süd-Arabien. Auf unbekannten Wegen durch Hadramaut und Jemen (1933 und 1935). DuMont, Colonia 1977, ISBN 3-7701-1023-4.
- Südamerika: Präkolumbianische Hochkultur und die Kunst der Kolonialzeit. Ein Reisebegleiter zu den Kunststätten in Kolumbien, Ekuador, Peru und Bolivien. 9. Auflage. DuMont, Colonia 1988, ISBN 3-7701-0624-5.
- Likan Antai/Im Land der Atacameños. In: Kosmos. Heft 12. Franck'sche Verlagsbuchhandlung, Stoccarda 1954, S. 561–566.
- Arabien: Die letzten Wunder der Wüste. P. List, Lipsia 1944.
- Im Lande der Königin von Saba. E. Brockhaus, Wiesbaden 1952.